# Pelle Kil
Pelle Kil (Amsterdam, 25 mei 1971) is een Nederlands voormalig wielrenner. Kil nam voor Nederland deel aan de Olympische Spelen van 1992, waar hij samen met John den Braber, Jaap ten Kortenaar en Bart Voskamp een negende plaats behaalde op de ploegentijdrit.

## Belangrijkste resultaten
1992
- 9e Olympische Spelen ploegentijdrit

1993
- 1e 2e etappe Ronde van Zweden
- Nederlands Kampioenschap tijdrijden
- 2e 3e etappe Olympia's Tour

1998
- 1e 2e etappe Tour of Ohio

1999
- 1e 1e etappe Rás Tailteann
- 1e Puntenklassement Rás Tailteann

2000
- 1e in 3e etappe Jayco Bay Cycling Classic
- 1e Eindklassement International Cycling Classic
- 1e Snelling

2001
- 1e 7e etappe International Cycling Classic
- 1e Eindklassement International Cycling Classic